# Barbara (keresztnév)
A Barbara női név görög eredetű, jelentése: idegen, külföldi nő. A névnek ez a másodszori átvétele, mivel először Borbála névre módosult

## Rokon nevek
Babiána, Babita, Bara, Barbarella, Biri, Bora, Borcsa, Bori, Boris, Boriska, Borka, Borbála, Boróka, Varínia

## Gyakorisága
Az újszülötteknek adott nevek körében az 1990-es években igen gyakori volt. A 2000-es években a 23-40. leggyakrabban adott női név volt, a 2010-es években a 39-68. helyen szerepel, a népszerűsége csökken.
A teljes népességre vonatkozóan a Barbara a 2000-es években az 52-57., a 2010-es években a 49-51. helyen áll a 100 leggyakrabban viselt női név között.

## Névnapok
december 4.

## Idegen nyelvi változatok
- Barbora (cseh)
- Varvara (orosz)
- Bárbara (spanyol)
- Varvara (román)

## Híres Barbarák
- Balogh Barbara kézilabdázó
- Barbara Bush egykori amerikai first lady
- Barbara Carrera amerikai színésznő
- Barbara Dex belga énekesnő
- Barbara Kiminye ugandai írónő
- Barbara McClintock amerikai tudós
- Barbara Paulus osztrák teniszezőnő
- Barbara Rittner német teniszezőnő
- Barbara Schett osztrák teniszezőnő
- Barbra Streisand színésznő
- Barbara West, a Titanic egyik túlélője
- Bódi Barbara amerikai színésznő
- Budinszki Barbara amatőr lovas, dunaújvárosi ruhakereskedő
- Cillei Borbála (Barbara minden más nyelven) magyar, cseh és német királyné, német-római császárné
- Fonyó Barbara énekesnő, színésznő
- Hegyi Barbara színésznő
- Konta Barbara színésznő
- Léber Barbara divattervező
- Palvin Barbara modell
- Schmidt Barbara énekesnő
- Xantus Barbara színésznő
- Orosz Barbara színésznő, műsorvezető
- Barbara Windsor angol színésznő
- Bárbara Mori színésznő
- Barbara Bach amerikai modell és színésznő, Ringo Starr felesége